# Bossard Arena
De Bossard Arena is een arena in Zug, Zwitserland. Het stadion heeft een capaciteit van 7.015 toeschouwers, waarvan 4.280 zitplaatsen en 2.735 staanplaatsen. Het is het thuisstadion van de ijshockeyvereniging EV Zug dat in de Zwitserse Nationale League A uitkomt. Het stadion werd na ongeveer 2,5 jaar bouwen in augustus 2010 geopend en verving het oude Eishalle Herti stadion.
Op sommige dagen is het stadion tevens als schaatsbaan voor het publiek geopend. Buiten het stadion ligt een kleine schaatsbaan die van oktober tot maart geopend is.

## Vervoer
Het stadion is met de auto goed bereikbaar en heeft talrijke parkeermogelijkheden. In de arena zelf zijn op wedstrijddagen slechts 30 parkeerplaatsen beschikbaar, maar er kan geparkeerd worden op het nabijgelegen centraal station en in de parkeergarages Siemens, Neustadt en Grafenau.
Op loopafstand ligt het treinstation Zug Schutzengel en buslijnen 6 en 11 stoppen bij de halte Stadion. Voor fanbussen is er een special busstation aan de General-Guisan-Platz met extra ingangen voor bezoekers.